# Байкеры в кинематографе

«Беспечный ездок» — один из самых известных «байкерских» фильмов

Байкерский кинематограф — совокупность художественных фильмов (англ. biker films, biker movies), в которых основную, ключевую или важную для сюжета роль играют байкеры-мотоциклисты. Субжанр эксплуатационного кино, демонстрирующий мото- и байкерское движение как элементы привлечения внимания к фильму (англ. bikerploitation). В свою очередь, как поджанр эксплуатационного кино, фильмы о байкерах были сняты в жанрах боевиков, комедий, мелодрамах, фильмов ужасов и т. д.
Наибольшее развитие «байкерский кинематограф» получил во второй половине 1960-х — первой половине 1970-х, когда движение байкеров привлекло внимание американского общества, хотя и ранее, и позднее выходили киноленты данной тематики. В основном это были низкобюджетные картины, однако среди фильмов о байкерах есть ленты, получившие высокие оценки критиков и публики — «Дикарь», «Беспечный ездок» и ряд других.
В фильмах про байкеров отражались те проблемы, которые волновали общество в различные периоды — от войны во Вьетнаме, расового неравенства, роста криминалитета до проблемы «отцов и детей».

## Предпосылки появления «байкерского кино»
Фильмы, которые можно отнести к «байкерскому кинематографу», как массовое явление могли появиться только после появления байкерского движения как такового. Байкеры в современном понятии этого слова и, как следствие, байкерское движение «родились» после Второй мировой войны. Американские лётчики, привыкшие к риску и не нашедшие себя в мирной жизни, сменили «стальных птиц» на «железных коней». Они стали объединяться в мотоклубы и называли их именами своих эскадрилий (одна из эскадрилий называлась «Ангелы ада» (англ. Hells Angels), и в дальнейшем это стало названием одного из самых крупных и известных в мире мотоклубов «Hells Angels MC»). Данные клубы были не аморфными объединениями любителей передвижений на двух колесах, а представляли собой организации с уставами, членскими взносами, традициями, иерархией)
Байкеры — члены клуба объединены не только мотоциклом как важной частью жизни и «цветами», но и общим духом, мировоззрением, приключениями, а зачастую и совместно пролитой «своей и чужой кровью» и участием в преступлениях. Хотя устойчивое мнение о мотоклубах как о преступных группировках далеко не всегда соответствует истине, но для многих байкерских клубов торговля наркотиками и оружием, контроль над проституцией, рэкет и т. д. являются одним из основных источников доходов, помимо легальных салонов по продаже байков и сопутствующих товаров и мастерских по моторемонту.
Подобная незаконная деятельность, часто сопровождаемая драками и нередко смертями, нашла отражение в большинстве «байкерских» фильмов.

## Начало
В 1947 г. в городе Холлистер (Калифорния, США) планировался традиционный ежегодный мотопробег. Помимо мирных любителей мотоспорта, в город приехали клубы «Злые ублюдки Блумингтона» и «Пьяные задиры» (англ. «Pissed Off Bastards of Bloomington» и «BoozeFighters»). О последовавших беспорядках благодаря прессе и телевидению стало известно всей Америке. Байкерское движение родилось, выросло, окрепло и громко заявило о себе. Голливуд, чутко реагирующий и откликающийся на «злобу дня», не мог оставить это явление без внимания.
По мотивам событий в Холлистере режиссёр Ласло Бенедек
в 1953 году снял фильм «Дикарь» с Марлоном Брандо и Ли Марвином в главных ролях. Этот фильм положил начало «байкерскому кино» и провозгласил как основные принципы «байкерского кинематографа», так и многие принципы байкерского движения.
«Дикарь» оказал сильное влияние на широкие слои населения, на массмедиа (при описании любых беспорядков с участием байкеров неизменно всплывали сравнения с этим фильмом) и на байкерское движение в целом (многие мотоциклисты позже признавались, что стали байкерами под влиянием фильма). Одновременно из него выросли многие кинематографические штампы. В нём уже есть основные стереотипы: плохой байкер (Брандо), очень плохой байкер (Марвин), много беспричинно агрессивных байкеров, мирные жители маленького городка, встающие на защиту своего мира законным или незаконным путём, красивая девушка. Даже куртка-косуха стала популярной в среде байкеров после этой ленты
.
«Дикарь», наряду с фильмом «Беспечный ездок», о котором ниже, почти неизменно входит в число лучших «байкерских» фильмов всех времен.

## Вторая половина 1960-х — первая половина 1970-х
Примерно в то же время, что и выход фильма «Дикарь», «outlaw»-движение стало развиваться и популяризироваться в массмедиа, в том числе в кинематографе. Пиком популярности байкеров стали середина 60-х и начало 70-х годов XX века. Именно в это время в свет вышли книга Хантера Томпсона «Ангелы ада. Странная и ужасная сага о внезаконных мотоциклетных клубах» (англ. «Hells Angels: The Strange and Terrible Saga of the Outlaw Motorcycle Gangs»), посвящённая «самым отвязанным и безбашенным чувакам среди не отличающихся законопослушностью байкеров» (первое оригинальное издание 1966 г., первое издание на русском языке 2001 г. под названием «Ангелы ада»), десятки других книг и сотни газетных и журнальных публикаций.
Одновременно только в США вышли в свет не один десяток фильмов, связанных с байкерской тематикой, — с середины 60-х по середину 70-х в год выходило по три-пять и более лент:
«Рождённые неприкаянными», «Дьявольские ангелы», «Слава Стомперов», «Ангелы ада на колёсах», «Кровавые ангелы ада», «Хижина бродяги», «Дикие бунтовщики», «Адские кошечки» (все — 1967); «Ангелы ада», «Сердитое поколение», «Мотоциклистка», «Избранные адом», «Банда в мини-юбках», «Дикари из ада», «Она — дьявол на колесах», «Сладкое путешествие» (все — 1968); «Дикари на мотоциклах», «Голые ангелы», «Дикие колеса» (все — 1969), «Ангелы так просто не умирают», «Ангел освобожденный», «Возмутители спокойствия» (все — 1970) и другие. О качестве и скорости выпуска в свет этих лент можно судить по тому, что ко многим из них «приложил руку» Роджер Корман, «продюсировавший малобюджетные фильмы клубного показа для „Американ Интернейшнл пикчерс“. По-настоящему Корман прославился тем, что пропускал их (новичков) через свои одноразовые дешевые ленты „снял сегодня — смонтировал завтра“». Период второй половины 1960-х и первой половины 1970-х годов можно назвать годами рассвета «байкерского кинематографа» не только по количественному критерию, но и по ярко выраженной кристаллизации стереотипов и оформления в единое целое самого поджанра эксплуатационного кино, который в среде кинокритиков получил название «bikerploitation».
Такое количество фильмов в этот период неслучайно. Новое поколение, выросшее после Второй мировой войны, стремилось отринуть жесткие культурные и социологические рамки господствующего общества:
Байкерская контр-культурная направленность и ориентация на личностную свободу отражает потребность городского индивидуума в автономности от предопределенности социальной иерархии, силового давления общественных институтов, траты ресурсов в культе потребления. Потому байкер способен стать одним из культурных героев новой мифологии.Галина Бедненко

### Штампы и стереотипы
В этот период кинематографические штампы в байкерских фильмах кристаллизовались. Сюжет, с незначительными вариациями, прост — плохие байкеры убивают, грабят, насилуют, хорошие люди им противостоят. Главные герои четко разделены: грязный «ангел чего-либо» отвратителен, хороший парень (вернувшийся из Вьетнама ветеран/простой фермер/хороший коп) сугубо положителен. Если в фильме описываются нравы и взаимоотношения внутри мотоклуба, то почти обязательно находится «не совсем плохой» байкер, противостоящий «плохому» и «совсем плохому», и «не совсем плохой» байкер под влиянием этого конфликта и благодаря внутренней борьбе становится лучше и бросает свою банду. В конце фильма, согласно принятым в американском кинематографе стандартам, добро побеждает зло.
Внешне байкер должен как можно сильнее отличаться от «нормального» человека. Борода, длинные волосы или стрижка налысо, грязные джинсы, кожаная куртка или джинсовый жилет на голое тело, кольца, перстни и браслеты, серьга в ухе, нелепые солнцезащитные очки, оскорбительные надписи и нашивки на одежде — словом, байкер должен как можно сильнее отличаться от среднего обывателя и таким образом вызывать у него отвращение. Для усиления негативного эффекта почти в каждом фильме на байкерах можно увидеть железный крест и свастику, хотя процент истинных приверженцев идей нацизма, фашизма и сторонников Третьего рейха среди байкеров не более, чем в среднем среди населения. Хантер Томпсон писал об этом следующее:
Ещё один тип неслышно подобрался ко мне и спросил шепотом:
— Скажите, ребята, вы на самом деле наци?
— Только не я, — ответил я. — Я из „Kiwanis“.
Он многозначительно кивнул, как будто наперед знал все, что я ему скажу.
— А как же тогда быть со всем тем, о чем вы любите читать? — спросил он. — Ну, ты понимаешь, все эти штуки, связанные со свастиками…
Я обратился к Сонни, который показывал нашим добровольным помощникам, как ставить ящики на заднем сиденье: „Эй, этот парень хочет знать, наци ты ли нет?“.

Вопреки моим ожиданиям, Баргер не рассмеялся, а погнал свою обычную телегу относительно свастик и железных крестов („Да это вообще не имеет никакого значения. Мы покупаем это добро в дешевых магазинчиках“).Хантер Томпсон
"Not me," I said. "I'm Kiwanis."
He nodded wisely, as if he had known all along. "Then what's all this stuff you read?" he asked.
"You know, this stuff about swastikas." I called to Sonny, who was showing our helpers how to stack the cases in the back seat. "Hey, this man wants to know if you're a Nazi."
Названия фильмов, так же как и сюжет, не отличаются разнообразием — почти обязательно присутствует слово «ангел», «бунтарь», «колеса», «мотоцикл» и «ад» или «адский».
Подобная «однотипность» была обусловлена ещё и тем, что большинство фильмов снималось всего на нескольких киностудиях: «Банда мотоциклистов», «Дикие ангелы», «Ангелы дьявола», «Рождённые неприкаянными», «Слава Стомперов», «Дикая семерка», «Ангелы ада», «Адские красавицы» и другие — на «American International Pictures»; «Кровавые дьяволы ада», «Ангельские личики», «Садисты-сатанисты» и т. д. — на «Indepentedent-International Pictures»; «Беги, Ангел, беги», «Дикие колеса», «Вьетнамские ангелы», «Оборотни на колесах», «Одиночки» и другие — на «Fanfare Film Productions»; «Пятеро на трудном пути», «Розовые ангелы» и т. д. — на «Crown International Pictures».
Авторами фильмов часто выступали одни и те же люди. Джо Соломон продюсировал такие фильмы как «Ангелы ада на колесах», «Ангелы ада», «Беги, Ангел, беги», «Дикие колёса», «Вьетнамские ангелы» и др., Эл Адамсон в качестве режиссёра и продюсера снял «Ангельские личики», «Садисты-сатанисты», «Кровавые дьяволы ада», Роджер Корман был продюсером «Диких ангелов», «Голых ангелов», «Дьявольских ангелов», «Ангелы так просто не умирают» et cetera и режиссёром «Диких ангелов» и «Диких наездников».
Актёры также «кочевали» из фильма в фильм: Брюс Дерн, Том Стерн, Джереми Слейт, Адам Роарк и Джек Николсон снялись во многих «байкерских» фильмах конца 1960-х — начала 1970-х гг.
Для повышения популярности «байкерских» фильмов на главные роли приглашали известных спортсменов, музыкантов и т. д. — так, знаменитый в те годы игрок в американский футбол Джо Намат сыграл главную роль в фильме «Си-Си и компания», радио-диджей Кейси Касем — в фильме «Слава Стомперов», певец Стив Алеймо — в «Ангелы ада».
Также с целью привлечения внимания к фильмам кинематографисты стали эксплуатировать и животрепещущую в тот момент тему негритянского движения за расовое равенство. В ряде лент негры играют хотя и второстепенные, но позитивные роли, или показаны «черные» мотоклубы, как, например, в фильме «Черные ангелы», что, безусловно, имело под собой реальную основу.
По сути, «байкерское кино» повторило путь фильмов жанра «вестерн» — уже через несколько лет после появления первого «байкерского» фильма остальная масса фильмов стала четко структурирована и легко предсказуема. Сюжетные линии и характеры главных героев в «байкерских» фильмах совпадают с «ковбойскими» фильмами — банды, терроризирующие маленький городок или отдельных простых людей, простые люди им противостоят и в конце концов побеждают. Только вместо персонажей в ковбойских шляпах-стетсонах на лошадях — персонажи в куртках-косухах на мотоциклах. «Байкерские» фильмы стали сниматься по некоему шаблону с рядом устоявшихся условностей и кодов, которые работали со зрителем методом узнаваемой с первого взгляда коммуникации. К примеру, короткая стрижка и белая рубашка с галстуком или фермерский комбинезон всегда отличали хорошего парня, а кожаная куртка, длинные волосы, борода — плохого. Появление байкеров на пустынной дороге — к конфликту с дальнейшим насилием и убийством, все байкеры немотивированно жестоки и агрессивны, а их противники — строго соблюдают закон (правда, в дальнейшем во многих фильмах появятся и коррумпированные полицейские, и алчные бизнесмены, открыто нарушающие правопорядок, и другие персонажи, которые выбиваются из устоявшихся штампов, но это лишь подтверждает общую тенденцию). Если бы не ряд моментов, можно было бы сказать, что на смену вестерну пришёл «байкерн».

### Образ байкера в кино и в общественном сознании
В глазах общества, благодаря кинематографу, дающему более наглядную картинку и сильные визуальные образы, байкеры стали выглядеть людьми, которые
подобно Чингисхану на железной лошади, восседают на своих монстрах-конях с огнедышащим анусом, отрывая с мясом крышки пивных банок и успевая пощупать за ляжку твою дочь, не рассчитывая на хороший приём, не моля о пощаде и не щадя никого.
…отвратительные гунны, размножающиеся как крысы в Калифорнии и устремляющиеся на Восток. Прислушайтесь к реву их Харлеев. Вы услышите его — далеко-далеко, как раскат грома. И потом, вместе с порывом ветра, в ноздри ударит запах засохшей крови, спермы, человеческого жира и пота… на горизонте появятся они, с налитыми кровью выпученными глазами и пеной на губах. Они будут похищать ваших женщин, грабить ваши лавки и надругаются над вашим мэром.Хантер Томпсон
Они («Ангелы ада») вкатили на площадку на хромированных «Харлеях», напоминая отвратительных жаб, вдруг оседлавших сверкающих огнём боевых коней, оглушая округу ревом трёхтактных двигателей и наполняя воздух резким запахом бензина. В экипировку «ангелов» входили латунные кастеты, ножи и бильярдные кии со свинцовыми наконечниками.Питер Бискинд
Не случайно многие фильмы о байкерах начинаются с пустой дороги и нарастающего издалека рева моторов. Иногда это ужасающее описание «современных гуннов» со склонностью к немотивированному насилию, грабежам, изнасилованиям и убийствам практически дословно переносилось в сценарии фильмов.
Единственное, что не смогли донести до «простых людей» Америки десятки вышедших в 1960—1970-х гг. фильмов о байкерах, — так это смысл существования истинных байкеров. Было сказано, что «Ангелы ада» и другие мотоклубы были названы «отверженными» из-за того, что они отвергнуты AMA (Американской Мотоциклетной Ассоциацией, англ. American Motorcyclist Association, объединяющей «приличных мотоциклистов») за превышение скорости, неправильную парковку и отсутствие талона техосмотра. Во всеуслышание было заявлено, что их всего «один процент» среди нормальных и аккуратных водителей двухколесного транспорта. Но режиссёры и сценаристы не сказали, что «outlaw», то есть «байкер вне закона», — это не стиль езды на мотоцикле, а образ жизни. Байкеры презирали окружавшее их общество, и они создали собственное, со своими правилами и моралью. Президент оклендского отделения «Ангелов» Сонни Баргер произнёс гордую фразу «Лучше править в аду, чем прислуживать в раю» (англ. «It’s Better to Rule in Hell than Serve in Heaven»). Не все мотоклубы относятся к «1 %» и не все байкеры пришивают себе на куртки этот знак, но только те, что выступают против того, что составляет институт «приличного общества» — против цивильных норм, государственного закона и бюрократических ограничений, автоматически становясь «врагами государства номер один» и преступниками. И те, кто выступает против навязанных извне правил, те, у кого на куртку пришит знак «1 %», те являются последними рыцарями в буржуазном мире и последними борцами за свободу в несвободной жизни. Отсюда и возникает противостояние байкеров и «приличных людей»:
Они боятся не вас, парни. Они боятся того, что вы собой олицетворяете. Это — Свобода! Невозможно быть свободным, будучи приказчиком в лавке.Фильм «Беспечный ездок»

## «Беспечный ездок»
На фоне массового кинопроизводства фильмов про байкеров хоть как-то выделялись «Дикие ангелы», «Ангелы ада на колесах» и «Ангелы ада'69», в основном за счёт хороших актёров (Джек Николсон, Питер Фонда, Питер Богданович) и/или самих байкеров (в последнем в главных ролях снялись члены мотоклуба «Ангелы ада» Сонни Баргер и «Бродяга» Терри, благодаря чему стали членами гильдии киноактёров США), и неожиданно резким исключением стал фильм 1969 года «Беспечный ездок» (эти фильмы, по мнению специалиста по «байкерской кинематографии», автора книги, посвящённой этой тематике, Дж. Уоли, входят в число лучших фильмов о байкерах всех времен — Best Motorcycle Movies of All Time).
Брюс Дерн вспоминает о таком разговоре с Джейн Фонда:

— Скоро увидишь работу Питера, закачаешься. Наконец-то сняли настоящий байкерский фильм.
— Что значит «байкерский фильм», сколько их уже было? Только я сделал одиннадцать, по-моему, хватит.
— Нет, этот — совсем другое.Джейн Фонда
Режиссёрская работа Денниса Хоппера, жесткий и даже жестокий сценарий Хоппера, Фонда и Терри Саузерна, операторская работа Ласло Ковача, современный по звучанию саундтрек с Джимми Хендриксом, группой «Steppenwolf» и другими популярными рокерами сделали фильм культовым не только среди байкеров, но и среди широких кругов любителей кино, вызвали восхищенные рецензии кинокритиков. Как написал известный российский критик:
Каждый, кто посмотрел в своё время этот фильм, ощутил спазм, который бывает у пленника, глотнувшего свободы. Бессюжетный роуд-муви, плывущий под наркотические рок-ритмы 60-х (Джими Хендрикс, Steppenwolf, The Byrds, The Band), чуть не положил на лопатки Голливуд и упрочил сразу несколько культов. Рокерский культ крылатой машины, ещё не летящей, но уже явно оторвавшейся от земли. Культ хипповой романтики, ещё не опошленной конформистским маразмом. Культ Джека Николсона (блеснувшего в роли спившегося адвоката) и Денниса Хоппера — ныне священных монстров американского кино. А также оператора Ласло Ковача, снявшего беспечных ездоков как полубогов и героев мифа. А также продюсера Роджера Кормана, наставника «ездоков» и первого, кто научился достигать славы копеечными средствами. После «Ездока» свобода никогда больше уже не казалась такой влекущей и достижимой, такой иллюзорной и обреченной.Андрей Плахов

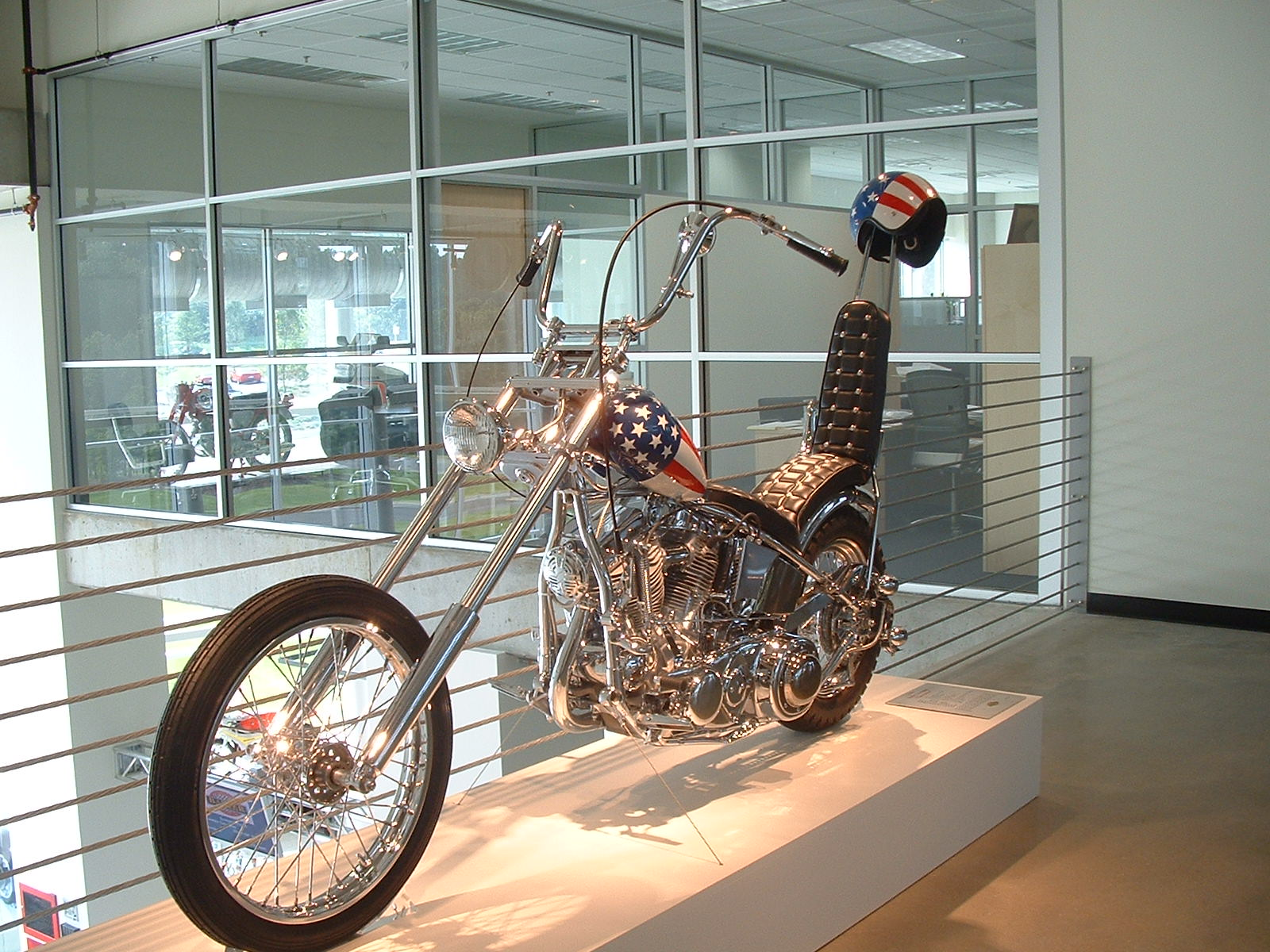
Копия байка из фильма «Беспечный ездок»

Фильм номинировался на ряд престижных премий («Оскар» — лучшая мужская роль второго плана (Джек Николсон) и лучший сценарий (Питер Фонда, Деннис Хоппер), «BAFTA» — лучшая мужская роль второго плана, «Золотой глобус» — лучшая мужская роль второго плана, «Золотая пальмовая ветвь» Каннского кинофестиваля) и был удостоен приза за лучший дебют Каннского кинофестиваля в 1969 г., премии Национального общества кинокритиков США 1970 г. за лучшую мужскую роль второго плана и специального приза, вручены Джеку Николсону и Деннису Хопперу соответственно. Позже ещё один фильм, в котором важную роль играли байкеры, «Маска», в 1985 г. получил награду Каннского кинофестиваля (Шер как лучшая актриса).
С формальной точки зрения, «Беспечный ездок» нельзя отнести к «байкерским фильмам» — он совсем не про «байкеров вне закона» или так называемых «клубных» байкеров — но в нём ясно обозначена философия байкеров: свобода, дорога и протест против рамок, а также ярко выражено «противопоставление героев, пересекающих Америку на мотоциклах в поисках… свободы, и всех тех, кто в отступлении от общественных норм видит посягательство на основы их собственной жизни». С этой точки зрения этот фильм является одним из лучших лент в «байкерском кинематографе». Через несколько десятилетий ещё один фильм, который нельзя отнести к чистому «байкерскому кино» и тоже малобюджетный, — «Харли Дэвидсон и Ковбой Мальборо» (1991) — окажет такое же влияние на байкерское движение.
Одной из тем, наиболее четко прослеженных в «Беспечном ездоке», является противопоставление байкеров и «простых людей», категорически не приемлющих чего-либо, отличающегося от привычного им существования в тихом рутинном мирке. Эта тема позже проявится во многих фильмах — от «Беги, Ангел, беги», «В погоне за тенью» до «Герой-одиночка», и, в обратном преломлении, в «Реальные кабаны».
После фильма дизайн мотоциклов главных героев (далеко вынесенное вперед колесо на длинной вилке, раскраска бензобака в звезды и полосы и т. д.) стал очень популярным, и до сих пор на многих байк-шоу можно увидеть его копии или подражания.

## Вторая половина 1970-х и далее
Тем временем для США животрепещущими стали другие проблемы: борьба за расовое равенство, проблемы отцов-детей, вьетнамская война. Сонни Баргер даже написал президенту США Л. Джонсону пафосное письмо о желании «Ангелов ада» отправиться добровольцами во Вьетнам (Джонсон на него не ответил):
ПРЕЗИДЕНТУ ЛИНДОНУ Б. ДЖОНСОНУ
1600 Пенн Авеню
Вашингтон (Округ Колумбия)
Дорогой господин Президент:
От своего имени и от имени моих товарищей я собираю группу лояльных к власти американцев-добровольцев для исполнения долга во Вьетнаме, в тылу регулярных частей. Мы полагаем, что отборная группа подготовленных горилл деморализует Вьет Конг и приблизит триумф дела свободы. Мы готовы приступить к тренировкам и исполнению нашего долга немедленно.
С уважением,
РАЛЬФ БАРГЕР МЛАДШИЙ
Окленд, Калифорния

Президент Ангелов АдаХантер Томпсон
1600 Penn. Ave. Washington, D.C.
Dear Mr. President:
On behalf of myself and my associates I volunteer a group of loyal americans for behind the line duty in Viet Nam. We feel that a crack group of trained gorrillas [sic] would demoralize the Viet Cong and advance the cause of freedom. We are available for training and duty immediately.
Sincerly
RALPH BARGER JR.
Oakland, California
Голливуд, реагируя на злобу дня, попробовал было связать Вьетнам и байкеров, как в фильмах «Вьетнамские ангелы» (Nam’s Angel, sреж. Джек Старрет, 1970) и «Вьетнамские ангелы» (Nam Angels, реж. Сирио Сантьяго, 1989), а во множестве других фильмов главный герой — положительный или отрицательный — ветеран войны во Вьетнаме. Но общество насытилось байкерской тематикой и волновало его совсем другое. Полноводная река байкерских фильмов превратилась в затягиваемый ряской ручеек.
Изменилось и содержание фильмов. Теперь в них не описывались нравы внутри клубов, а байкеры просто-напросто стали частью антуража. Причём, если раньше сценаристы и режиссёры хотя бы пытались понять, про кого они снимают кино, и черпали информацию пусть даже по публикациям в прессе и телепередачам, а в лучшие годы для консультаций приглашали настоящих «отверженных» байкеров (в «Ангелы ада на колесах» и «Ангелы ада ’69» члены мотоклуба «Ангелы ада» были не только консультантами, но и снялись в главных ролях), то с течением времени и это стало лишним. Отсюда дикое количество ляпов про традиции, правила, иерархию мотоклубов и т. д. Да и просто здравый смысл часто отказывает авторам: если есть стереотипная байкерская одежда, значит, байкер в фильме будет одет в майку с длинным рукавом, майку с коротким рукавом, кожаные штаны, косуху, «цвета» и т. д., хотя дело происходит летом в пустыне Техаса.
В фильмах, вышедших в свет после 1980-х годов, сюжеты, и ранее не отличавшиеся разнообразием, стали повторять более ранние ленты. Содержание фильма «Герой-одиночка» (2002) практически полностью повторяет содержание «Рождённых неприкаянными» и «Хижины бродяги» (1967). Основная интрига «В погоне за тенью», строящаяся на внедрении в банду байкеров полицейского, годом ранее была обыграна в «Невозмутимом» (1991) и задолго до этого в «Кровавых дьяволах ада» и «Диких бунтовщиках» (1967), а через несколько лет — в канадском фильме «Поверь в меня» (1994). А содержание фильма «Вьетнамские ангелы» («Nam’s Angels», 1970) воспроизведено вплоть до почти дословного названия в «Nam Angels» (1989).
Среди стандартных фильмов исключения хотя и редко, но были: в «Сердца пламенный мотор» или «Болт» хороший байкер противостоит плохим угнетателям простых людей, в одиночку или с помощью своего клуба восстанавливая справедливость; в двух фильмах с похожим названием «Вьетнамские ангелы» байкеры патриотично едут участвовать в боевых действиях во Вьетнаме, в фильме Фрэнсиса Форда Копполы «Бойцовая рыбка» образ байкера являлся для главного героя романтизированным и достойным подражания.

## «Культовые» фильмы
80-е и 90-е годы XX века показали, что «байкерский кинематограф» зашёл в тупик. Интерес к самому явлению байкеров вне закона практически сошёл на нет; нравы внутри мотоклубов были не интересны широкой публике; фильмы, количество которых стало значительно меньшим, чем в 60-70-х, превратились в основном в стандартные боевики.
Однако в это время в свет вышли два фильма, которые стали исключением из общего правила. Эти фильмы стали «культовыми» среди байкеров во всём мире, в том числе и в России. Наряду с фильмом «Беспечный ездок», эти ленты наиболее известны среди всего массива «байкерского кино», чаще всего цитируются и есть почти во всех коллекциях любителей этого жанра.
Первым из них стал «Харли Дэвидсон и Ковбой Мальборо». Но, как и «Беспечный ездок», этот фильм не про мотоклубы и не про «однопроцентников». Это фильм про свободу, которую каждый отстаивает доступными ему средствами. Как и четвертью века раньше, он был снят с небольшим бюджетом, как и раньше, снялись звезды (правда, не первой величины, но все же звезды Микки Рурк и Дон Джонсон), как и раньше, главная мысль была об истинной, не показной, настоящей свободе и о победе, равной в глазах простого обывателя поражению. Как и раньше, он неожиданно стал культовым среди нового поколения байкеров. В том числе, видимо, потому, что герои показаны обычными людьми, в меру жестокими, в меру добрыми, ценящими дружбу и отстаивающими свои жизненные принципы.
Ещё одним культовым фильмом среди байкеров стал «В погоне за тенью». Стандартный сюжет — внедрение полицейского под прикрытием в МС; стандартное изображение байкеров — торгующие оружием и наркотиками, жестокие, совершающие немотивированные убийства; стандартные ляпы в деталях и так далее. Но в данном случае стандартные ходы сюжета оправданы тем, что фильм снят на основе реальных событий. И снова прекрасно сыграли исполнители главных ролей — Чарли Шин и Майкл Мэдсен. А самое главное — в фильме была показана притягательность байкерской свободы от жестких рамок «цивилизованного» общества, от кандалов закона, от существования в сером мире «приличных» людей. Конечно, стандарты Голливуда заставили показать «глубину падения» байкеров и внутреннюю силу героя Шина, отринувшего вседозволенность бандита и вернувшегося в честную жизнь, но следование шаблонам не сделало фильм менее интересным, а его героев и антигероев — человечными, и даже сугубо отрицательный герой Майкла Мэдсена (президент клуба «Шакалы», убийца, торговец оружием и наркотиками) выглядит более живой и свободной личностью, чем агенты ФБР и полицейские.

## Жанры «байкерского кино»
Как было сказано выше, на определённом этапе фильмы про байкеров, помимо стандартного описания нравов внутри байкерских группировок и их столкновений с «гражданским населением», стали более жанрово разнообразными. Кроме наиболее распространённых боевиков, стали появляться фильмы в жанре фильмов ужасов («Блок ада 13»), мелодрам («Лёгкие колеса»), мистики («Я купил мотоцикл-вампир»), лав-стори («Тату. История любви»), комедии («Мастера угрозы»), постапокалиптики («Не называй меня малышкой») и антиутопий («Безумный Макс»), фантастики («Байкер-убийца»), фильмы спортивной тематики, мультфильмы про байкеров («Мыши-байкеры с Марса») и даже порнографические фильмы про байкеров («Очень плохая банда»).

### Байкеры в фильмах ужасов
Попутно со становлением и расцветом фильмов, в которых превалирующую роль играют байкеры, последние начали появляться в самых различных направлениях кинематографа. Одним из таких стал фильм ужасов, где байкеры могут играть как основную сюжетную роль, так и второстепенную.

### Байкеры в комедийных фильмах
Фильмы середины 1960-х и первой половины 1970-х гг. представляли байкера как некое абсолютное, инфернальное, идеальное зло: без дома, без работы, без денег, но всегда с полным баком бензина, с кучей патронов, с грузом наркотиков и на новом блестящем «тюнингованном» или кастомизированном байке (хотя стоимость такого мотоцикла составляет тысячи и десятки тысяч долларов). Байкер немотивированно убивает любых встречных, кинувших на него косой взгляд, включая полицейских.
Позже образ байкера не стал более реалистичным, но одна неправда или полуправда сменилась другой, изменив точку зрения на 180 градусов.
Байкеры стали смешными и нелепыми, не способными никому дать отпор. Таким мотоклуб предстал в двух фильмах с Клинтом Иствудом в главной роли — «Как ни крути — проиграешь» и «Как только сможешь», где байкеров, увешанных железными крестами и свастиками, обижает даже дрессированная обезьянка.
Ещё одна комедия — «Мастера угрозы» — представляет байкеров безобидным ребятами, не дураками выпить и покуролесить, за что они и становятся жертвой бюрократической машины Закона.

### Байкеры в фантастических фильмах
Ещё одним популярным направлением «байкерского кинематографа» стали фантастические фильмы. Например, в «Байкер-убийца» рассказывает о том, как рядом с военной базой США упал метеорит и неизвестный организм из глубин космоса слился с мотоциклом и его наездником, превратив их в машину убийств.
Особенно удачно отрицательный образ байкера вписался в фильмы, снятые в жанре антиутопии и постапокалиптики. В разрушенном ядерной катастрофой мире, где царит хаос, байкеры с их привычными пренебрежением к закону даже в нормальных условиях, стали настоящим символом существования, основанного на принципе «прав тот, кто сильней». Ярко выраженными в этом отношении являются такие ленты, как «Безумный Макс», «Безумный Макс 2: Воин дорог», «Крысы: ночь террора», «1990: Воины Бронкса», «Воин потерянного мира», «Колёса в огне», «Книга Илая» и «Не называй меня малышкой».

### Байкеры в мелодрамах
Попытки привлечь к «байкерским фильмам» женскую аудиторию повлекли за собой выход в свет нескольких картин, относящихся к жанру мелодрамы и лав-стори. В одном из них — «Лёгкие колёса» — показано, как Брюс, лидер клуба «Рожденные неудачниками», встречается с Волчицей, лидером MC «Женщины волка», и влюбляется в неё. Неприятности начинаются, когда он узнал, что «Волчицы» похищают маленьких девочек и в банде воспитывают по-своему.
В другом — «Тату. История любви» — школьная учительница, девушка из богатой семьи, знакомится с байкером, который предлагает её ученикам освоить искусство нанесения татуировок. По набору штампов и приёмов, направленных на «выжимание слез», фильм занимает особое место среди «байкерских» фильмов. С этой целью байкер-татуировщик показан добродушным увальнем, под суровой внешностью нежным и сентиментальным, способным ради любимой полностью изменить свою жизнь. В душе девушки начинается борьба между чувствами и разумом. Приняв окончательное решение, учительница кардинально меняет свою жизнь.

### Байкеры в мотоспортивных фильмах
Также появился целый ряд картин, находящихся на стыке «спортивных» и «байкерских» фильмов. Вместо традиционных для «классических» байкеров «вне закона» чопперов, главные герои ездили на «спортбайках» — мотоциклах с высокооборотистыми двигателями и улучшенной пластиковыми обтекателями аэродинамикой, а вместо кожаных жилетов и джинсов носили защитные комбинезоны. Но и в этих фильмах также обыгрывается тема противопоставления байкера и полиции, или байкера и других байкеров, и так далее. Это такие ленты, как «Злой Нивел», «Победитель получает все», «Байкеры», «Крутящий момент», «Суперкросс».

### Байкеры в телевизионных сериалах
Игровые телевизионные сериалы, представляющие собой ряд мини-фильмов, объединённых историей одного или нескольких героев, также обращались в отдельных эпизодах к образу байкеров. Байкеры, как второстепенные или почти главные, но в любом случае важные для сюжета герои, были показаны в эпизодах таких сериалов, как «Менталист», «Баффи — истребительница вампиров», «Комиссар Рекс», «Ренегат», «Горец», «Квантовый скачок» и многих других. Также были сняты сериалы, полностью посвящённых «байкерам вне закона»: «Под прикрытием», «Войны байкеров», «Последний чаптер», «Сыны анархии», «Майянцы».

## Отдельные аспекты «байкерского кинематографа»

### Женщины в «байкерском кино»
Если относить «байкерские фильмы» к категории эксплуатационного кино, то фильмы, в которых фигурируют женщины на мотоциклах, можно дважды отнести к этой категории.
В ряде фильмов, особенно выпущенных во второй половине 1960-х и первой половине 1970-х годов, для повышения интереса к популярной теме байкерского движения байкер-мужчина просто заменен на байкера-женщину, как в фильмах «Громовые девушки», «Адские кошечки», «Она — дьявол на колесах», «Молодые мотоциклистки» с соблюдением остальных «правил игры» для подобных фильмов. Режиссёром «Похорони меня, ангел» выступила женщина, а в фильме «Розовые ангелы» главными героями были байкеры-трансвеститы.
Часть фильмов показывает женщину, борющуюся за любовь («Мотоциклистка»), за свободу поступков и решений («Ангельские личики»), за равные права с мужчиной («Лёгкие колёса») и даже демонстрирующую превосходство женщины над мужчиной («Байкерши в городе зомби», «Незнакомка»). Ещё одна часть примитивно эксплуатирует тему секса. В таких фильмах антураж (кожаная одежда, мотоциклы) имеет не меньшее, а зачастую большее значение, чем сюжетные линии, связанные с байкерским движением. Это такие фильмы, как «Банда в мини-юбках», «Адские красавицы», «Сестрички в коже», «Sukeban gerira», «Незнакомка». Можно также вспомнить фильмы «Мотоциклистка» с Марианной Фэйтфул в главной роли, который на широкий экран вышел под названием «Голая под кожей», и «Не называй меня малышкой», в котором главную роль играет секс-символ и звезда журнала «Playboy» Памела Андерсон.
С приходом в кинематограф идей феминизма, они все чаще стали появляться и в «байкерских» фильмах. Так, через несколько лет после выхода ставшей культовой среди феминисток ленты «Тельма и Луиза», был снят фильм «Я и Уилл», представляющий собой такое же роуд-муви о двух путешествующих в поисках свободы и равноправия мотоциклисток.

### Мотоциклы в «байкерском кино»
Мотоциклы очень часто фактически становятся звёздами фильмов, или как минимум равноправными партнёрами кинозвёзд. В «Миссия невыполнима 2» герой Тома Круза мчится на Triumph Speed Triple сквозь пули и полыхающий огонь, чтобы затем сразиться со злодеем (Дугрей Скотт) на мотоцикле Triumph Daytona. В фильме о Джеймсе Бонде «Завтра не умрет никогда» герои Пирса Броснана и Мишель Йео, скованные наручниками, перелетают с одной крыши на другую над вертолётом, находясь при этом на мотоцикле марки BMW.
Фильм «Самый быстрый „Индиан“» рассказывает о легендарном новозеландце Берте Мунро, потратившем многие годы на усовершенствование своего мотоцикла «1920 Indian Scout». На нём на знаменитых гонках 1967 г. в соляной пустыне в американском штате Юта он установил мировой рекорд скорости на открытых пространствах.
В «Харли Дэвидсон и Ковбой Мальборо» герой Дона Джонсона в первой части фильма ездит на Kawasaki, однако с большим удовольствием избавляется от него, расстреливая мотоцикл из пистолета, и меняет на Harley-Davidson. Действительно, наиболее распространённой маркой мотоциклов, на которых ездят герои «байкерских фильмов», является Harley-Davidson. Это отражает действительность, так как в жизни большинство американских байкеров также ездят на мотоциклах этой марки. Так, в фильме «В погоне за тенью» герой Чарли Шина ездит на H-D Softail Custom, хотя и собранном «из того что было».
Также часто встречаются мотоциклы, специально изготовленные для съемок. Кастомы (собранные вручную мотоциклы с использованием большого количества тюнингованых запчастей, сильно отличающиеся от сошедшего с заводского конвейера и имеющие ярко выраженную индивидуальность) можно увидеть в фильмах «Беспечный ездок» и «Харли Дэвидсон и Ковбой Мальборо».
Питер Фонда для фильма «Беспечный ездок» сам купил и спроектировал мотоцикл, ставший впоследствии легендарным чоппером с собственным именем «Captain America». Клифф Во координировал постройку байка, постройка которого шла в маленькой мастерской Бена Харди в Лос-Анджелесе. Лари Хупер сшил сиденье. Во и Харди изменили обычную раму радикальным образом, был сделан «рогатый» руль, вилка вынесена под углом 45 градусов. Промежуточные детали полностью переделаны и покрыты хромом. Дином Ланца согласно точным указаниям Фонды была сделана звёздно-полосатая аэрография. В итоге байк получился ярким. После выхода фильма на экраны волна чоппер-билдинга захлестнула не только США, но и Европу — мотоциклы, показанные в фильме, стали копировать тысячами по всему миру. Судьба «Капитана Америки» незавидна: первый байк был разбит на съёмках, второй (запасной) — украден и, видимо, разобран на запчасти.
В «Харли Дэвидсон и Ковбой Мальборо» герой Микки Рурка ездит на собственном мотоцикле, изготовленном по специальному заказу на основе серийного Harley-Davidson.
«Black Death 3» — так называется этот байк — четвёртая попытка Микки Рурка найти тот мотоцикл, который ему нужен. «BD1» и «BD2» были построены «Bartels' H-D» из Калифорнии, но они не устраивали Рурка. Третий мотоцикл вскоре украли. Тогда Рурк на салфетке изобразил байк, который хотел снять в планируемом им тогда фильме «The Ride», и вручил рисунок парням из «Bartels». За основу нового, в скором будущем культового «BD3» взяли Harley-Davidson FXR 1989 г. Раму немного доработали, изменили угол наклона вилки до 42 градусов, задние амортизаторы выкинули, и на их место встали жесткие распорки, опустив таким образом заднюю часть машины на 2 дюйма. «Сердцем» байка стал S&S объёмом 98 дюймов. Вскоре после того, как BD3 был закончен, кинокомпания MGM пригласила Рурка на роль в «Харли Дэвидсон и Ковбой Мальборо». Микки хотел ездить в фильме на BD3, и кинокомпании пришлось обратиться к тем же парням за постройкой резервного байка. Он был идентичен первому, за исключением 80-дюймового мотора вместо 98-дюймового оригинала.
На этом байке исполняли в основном трюки, в то время как в остальных сценах снимался мотоцикл Микки Рурка. Может, потому, что мотоцикл был для Рурка родным, он так органично на нём смотрелся.

### Музыка в «байкерском кино»
Саундтреками к фильмам про байкеров чаще всего служат композиции в стилях рок, хард-рок, метал, блюз. Это не является случайностью, так как такая музыка и байкерское движение схожи двумя вещами — любовью к скорости и духом свободы.
Среди всех фильмов можно отметить «Улицы в огне», где по сюжету банда байкеров похитила и увезла прямо с концерта популярную рок-звезду, и весь фильм насыщен рок-музыкой, а также «Беспечный ездок» (композиции Джими Хендрикса, группы «Steppenwolf» и др.) и «Я и Уилл» с музыкой «The Doors» и «Keanu Reeves Band».
Две песни, прозвучавшие в «байкерских» фильмах, стали поистине культовыми и считаются неофициальными гимнами байкерского движения:
- «Born To Be Wild» группы «Steppenwolf» из фильма «Беспечный ездок»[прим. 17].
- «Road To Hell» в исполнении Криса Ри из фильма «В погоне за тенью»[прим. 18].

В свою очередь, байкерское движение, причём по большей части именно «байкерский кинематограф» с его гипертрофированным образом байкера, оказали большое влияние на современную музыку. Многие музыканты используют в сценических костюмах байкерский имидж или используют образы байкеров в своих клипах, как, например, Meat Loaf в песне «Bat Out The Hell», «Bon Jovi» в клипе на песню «Miracle», «Mötley Crüe» в клипе на песню «Girls Girls Girls». А группа «Twisted Sister» назвала одну из своих песен лозунгом байкеров «Live To Ride, Ride To Live».

### Пародии на «байкерское кино»
Гипертрофированный образ байкера, одетого в кожу и металл, неоднократно пародировался в целом ряде фильмов, сериалах и передачах.
- В сериале «Сумеречная зона» есть эпизод «Черные Кожаные Жакеты» (1964), где группа иностранцев маскируется под банду байкеров в маленьком американском городе.
- В сериале «Семейка Аддамс» в эпизоде «Аддамсы встречает битника» (1965) байкер разбивает мотоцикл перед домом Аддамсов и живёт в их доме в течение нескольких дней.
- В сериале «Затерянные в космосе»[137] есть эпизод «Столкновение Планет», в котором Робинсоны борются с бандой космических байкеров.
- В программе «Субботним вечером в прямом эфире» в 1976 г. Джон Белуши и Питер Бойл оделись в костюмы Марлона Брандо из фильма «Дикарь».
- В сериале «Симпсоны», в 8-й серии 11-го сезона Гомер Симпсон выигрывает мотоцикл Harley-Davidson и становится байкером.
- В 12-й серии 13-го сезона мультсериала «Южный Парк» в маленький городок приезжает клуб байкеров, с которыми конфликтуют местные жители.
- В 11-й серии 4-го сезона сериала «Чудеса науки» главные герои, оказавшись в 1969 году, при попытке угнать мотоциклы Уайатта и Билли (героев фильма «Беспечный ездок»), поимели от последних неприятностей.

### «Байкерское кино» по странам мира
Наибольшее количество фильмов о байкерах было выпущено в Соединенных Штатах Америки. Это связано с тем, что само байкерское движение родилось и получило наибольшее распространение в США, а также с развитой индустрией американского кинематографа.
Несколько фильмов о байкерах и мотоциклистах, в общем повторяющих основные тенденции байкерского кино, но с национальной спецификой, было снято в:
- Австралии — «Стоун»[138], «Безумный Макс», «Безумный Макс 2: Воин дороги», «Байкеры: Братья по оружию», «1 %».
- Великобритании — «Парни в коже»[139], «Мотоциклистка» (совместное производство с Францией), «Квадрофения», «Съешь персик»[140], «Я купил мотоцикл-вампир», «Свободная птица»[141].
- Индии — «Байкеры»[142], «Байкеры-2»[143] и «Байкеры-3»[144]
- Канаде — «И тогда вы умираете»[145], «Поверь в меня», «Байкеры» (последний посвящён так называемой Квебекской войне).
- СССР, России и странах СНГ — «Авария — дочь мента», «Муж собаки Баскервилей» (СССР), «Дикий Восток» (Казахстан), «Я хотела увидеть ангелов», «Красный жемчуг любви», «Байкер» (Россия), «Сокровища 12 богов».
- Турция — «Пустыня»[146]
- Франции — «Мотоциклистка» (сопродукция с Великобританией), «Акт агрессии».
- Японии — «Stray Cats Rock: Delinquent Girl Boss»[147], «Sukeban gerira», «Kuruizaki sanda rodo»[148].

### Комментарии
1. ↑  На английском языке эти иерархические ступени называются «support», «hang around», «prospect», «member». «Support», то есть «поддерживающий» — байкер, вообще не входящий в официальную структуру клуба, но поддерживающий его идеологию и традиции. «Hang around» (дословно «болтающийся рядом») — байкер, предполагающий со временем вступить в клуб — также не входит в структуру, но может быть допущен к некоторым мероприятиям клуба. «Prospect», что приблизительно переводится как «новичок», является низшей ступенью членства в мотоклубе. Его права ограничены, и даже клубные «цвета» ему вручаются только частично. Он находится на неком подобии испытательного срока. «Member» является полноправным членом клуба и имеет все права, в том числе участвовать в выборах руководства. В российских мотоклубах перевод терминов не используется, а употребляются английские названия — саппорт, проспект, мембер.
2. ↑  «Цвета» (англ. Colours) — куртка-безрукавка или жилет с определённым набором нашивок (патчей), свидетельствующие о принадлежности байкера к конкретному мотоклубу. «Цвета», как и встречающиеся далее по тексту термины «1 %», «One Percent», «Onepercenter», «Outlaw» относятся к байкерской субкультуре. «1 %» и «Outlaw» применительно к байкерам появились в начале 1960-х годов после выступления главы Американской Мотоциклетной Ассоциации (АМА), в котором тот сказал, что все мотоциклисты законопослушные люди, и только один процент из них является отверженными и нарушает закон (outlaws). После этого выступления, на фоне и так существующей жесткой конфронтации между АМА и клубами, которые относились к категории МС, последние избрали «1 %» символом, отличающим их от АМА-клубов.
Хантер Томпсон в книге «Ангелы ада» приводит слова одного из членов мотоклуба «Hells Angels»: «We’re the one percenters, man — the one percent that don’t fit and don’t care. So don’t talk to me about your doctor bills and your traffic warrants — I mean you get your woman and your bike and your banjo and I mean you’re on your way. We’ve punched our way out of a hundred rumbles, stayed alive with our boots and our fists. We’re royalty among motorcycle outlaws, baby».
С тех пор нашивка «1 %» означает, что мотоклуб или независимый байкер относят себя к outlaw.
Английское слово «Outlaw», что в дословном переводе означает «вне закона», является устоявшимся термином для обозначения части мотоклубов и отдельных байкеров, не признающих главенства государственных законов и норм, заменяя их своими собственными правилами, основанными на неписаных традициях байкерского движения, а также на уставах своих мотоклубов. Однозначного русского перевода пока не существует. В русском языке точным переводом является слово «преступник», но оно имеет острые негативные коннотации и не отражает действительной сути термина «outlaw». «Outlaw» — не преступник (хотя и может быть им), он просто живёт по другим законам. Не стоит путать общее название «outlaw», то есть байкеров вне закона вообще, с названием одного из старейших мотоклубов «Outlaws MC». См. «Байкерская символика». (рус.). Дата обращения: 2 декабря 2010. Архивировано 31 января 2012 года.
3. ↑  Фильм также выходил под названием «The Losers».
4. ↑  Фильм выходил в свет также под названием «Julio and Stein».
5. ↑  Фильм выходил в свет также под названием «The Sidehackers».
6. ↑  Ральф Хуберт Баргер (англ. Ralph Hubert Barger), более известный как Сонни Баргер (en:Sonny Barger), не стоял у истоков клуба «Hells Angels» и в 1960-х годах был президентом только одного из многочисленных филиалов (чаптеров) клуба. Но именно при нём, благодаря его настойчивости, руководящим способностям и умелому пиару, «Ангелы ада» приобрели современную организационную форму и стали наиболее известным из всех outlaw-мотоклубов. При Баргере слово «байкер» в общественном сознании стало ассоциироваться со словом «Ангел ада». Даже в названии многих «байкерских» фильмов 1960-70-х годов часто фигурирует слово «ангел».
7. ↑  На самом деле эти слова принадлежат Джону Мильтону.
8. ↑  Под «рокерским» культом критик, видимо, подразумевал «байкерский». До середины-конца 1980-х годов мотоциклистов в России называли «рокерами» (см., например, определение термина из словаря Ожегова — С.И. Ожегов, Н.Ю. Шведова. Рокер // Толковый словарь Ожегова. — 1949—1992.), очевидно, по британскому варианту[англ.] байкерской субкультуры. Позже этот термин сменился привычным сегодня и имеющим более широкое распространение в мире словом «байкер».
9. ↑  По словам кинокритика Юрия Славича, для Джека Николсона «колесо фортуны закрутил фильм „Беспечный ездок“, и оно начало набирать скорость» и первое большое актёрское признание он получил именно за роль в этом фильме
10. ↑  Также выходил в свет под названием «Hells Angels in Vietnam».
11. ↑  В США фильм выходил под двумя названиями — «Fixing The Shadow» и «Beyond The Law», а в России также известен как «За пределами закона».
12. ↑  В конце фильма говорится, что реальный прототип Дэниэла Саксона/Сида сыграл в фильме эпизодическую роль, однако в титрах его имени нет
13. ↑  Термин «чаптер» (англ. chapter) означает филиал или отделение крупного мотоклуба, имеющего множество членов и представительств, в отдельном городе, регионе или стране.
14. ↑  Канадский сериал «Последний чаптер» интересен ещё и тем, что снимался одновременно на двух языках — французском и английском, то есть каждый дубль снимали подряд два раза на разных языках, и выходил в свет на телевидении также одновременно на двух языках, каждый на своем, во франко- или англоязычных регионах Канады.
15. ↑  Фильм выходил в свет также под названием «Девушки в кожаных костюмах».
16. ↑  За исключением России. Высокая стоимость чоппер-билдинга и кастомайзинга, плохие дороги, на которых неудобно ездить с такой вилкой, встречающийся антиамериканизм и неприязнь к «звёздам и полосам», в основном невысокий материальный уровень любителей чопперов, в отличие от «кафе-рейсеров», в силу этих и других причин копий или подражаний этому байку на дорогах России практически не встретишь.
17. ↑  Выпущена в альбоме «Steppenwolf» (1968).
18. ↑  Выпущена в альбоме «Road To Hell» (1989).
19. ↑  Выпущена в альбоме «Bat Out The Hell» (1977).
20. ↑  Выпущена в альбоме «Blaze of Glory» (1990).
21. ↑  Выпущена в альбоме «Girls Girls Girls» (1987).
22. ↑  Выпущена в альбоме «You Can’t Stop Rock 'N' Roll» (1983).